# Opius thaungi
Opius thaungi är en stekelart som först beskrevs av Fischer 1998.  Opius thaungi ingår i släktet Opius och familjen bracksteklar. Inga underarter finns listade i Catalogue of Life.